# Andermatt
Andermatt (rétorománsky Ursera) je obec ve švýcarském kantonu Uri. Leží přibližně 27 kilometrů jihozápadně od hlavního města kantonu, Altdorfu, v údolí Ursenen na řece Reuss, v nadmořské výšce 1447 metrů. Žije zde přibližně 1 400 obyvatel.

## Geografie

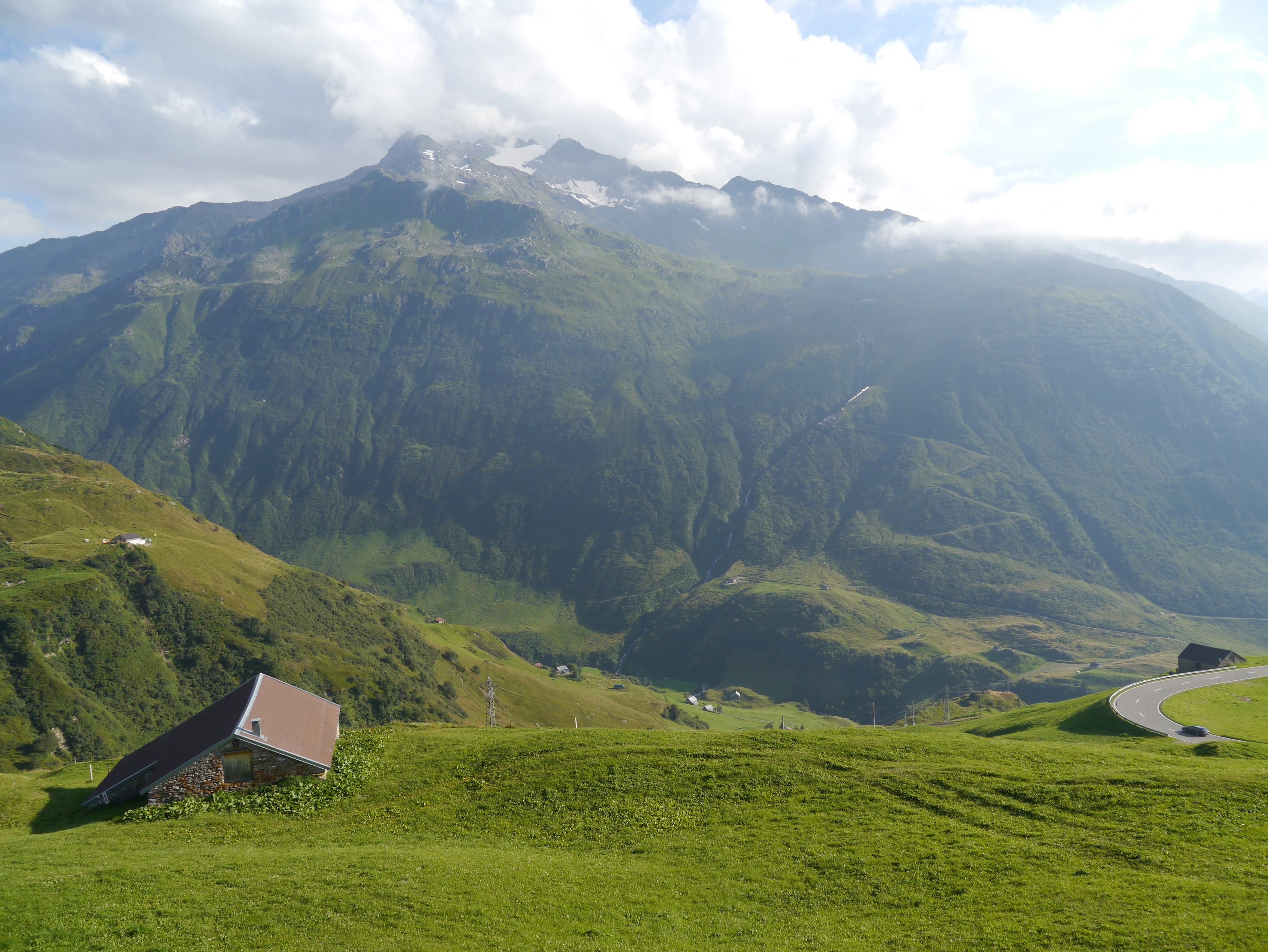
Okolí průsmyku Oberalppass

Andermatt je hlavním sídlem v údolí Ursenen a leží na řece Reuss. Obec se rozkládá až k průsmyku Oberalp, který tvoří hranici s kantonem Graubünden.
Pouze 2 % území obce tvoří osídlená oblast. Důležitější je zemědělská plocha s podílem 41 %. Mezi nimi jsou četné vysokohorské oblasti. Vzhledem k vysoké nadmořské výšce pokrývají lesy a lesní porosty pouze 5,5 % rozlohy obce. Neproduktivní oblasti (vodní plochy a hory) pokrývají více než polovinu rozlohy obce (52 %).
Andermatt sousedí na západě s Hospentalem, na severu s obcemi Göschenen a Gurtnellen, na východě s obcí Tujetsch (kanton Graubünden) a na jihu s obcí Airolo (kanton Ticino).

## Historie

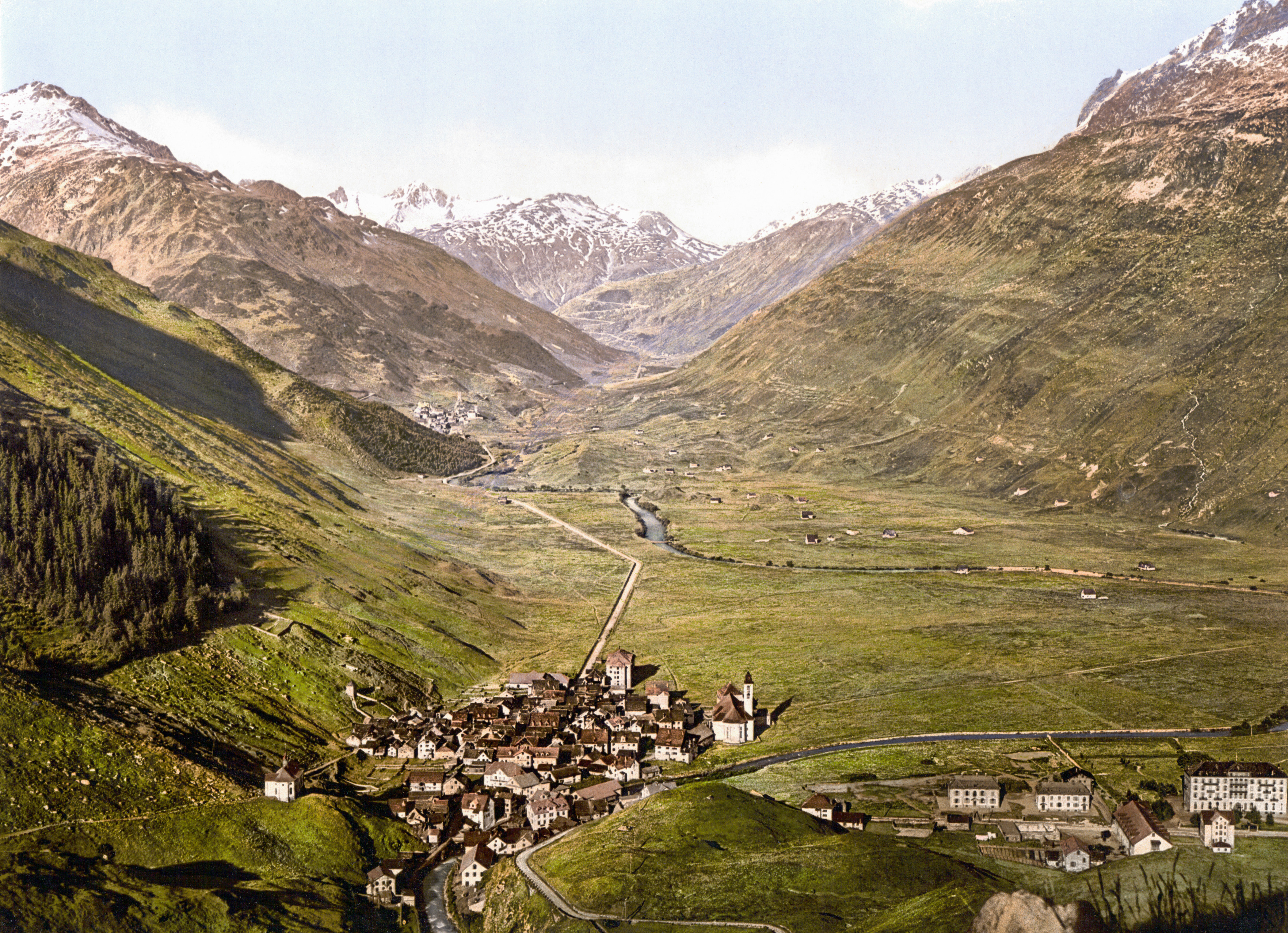
Andermatt v roce 1900

Skromným svědectvím z rané historie této oblasti je kamenný hrot šípu (asi 4000 let př. n. l.) a několik římských mincí (300 let př. n. l.), které zde byly nalezeny. Hranice lesa byla původně na Oberalpu. Nejstarší trvalé sídliště románského, snad i alpsko-lombardského charakteru bylo založeno před rokem 1000 a nacházelo se na úpatí svahu Nätschen.  Ve 12. století se do údolí řeky Ursern přistěhovali Walserové z bývalého germánského kmenového svazu Alemanů a založili zde kolonie, mimo jiné osadu Andermatt, nacházející se pod lesem Gurschenwald. První zmínka o této osadě pochází z roku 1203 pod názvem de Prato. Původní osada se již kolem roku 1500 nazývala zum alt(en) Dorf a dnešní název Andermatt se vyvinul z germánského an der Matte, tedy „na louce“. Základní práva zde měl benediktinský klášter Disentis již od roku 800 a tato práva byla zrušena až v roce 1649.

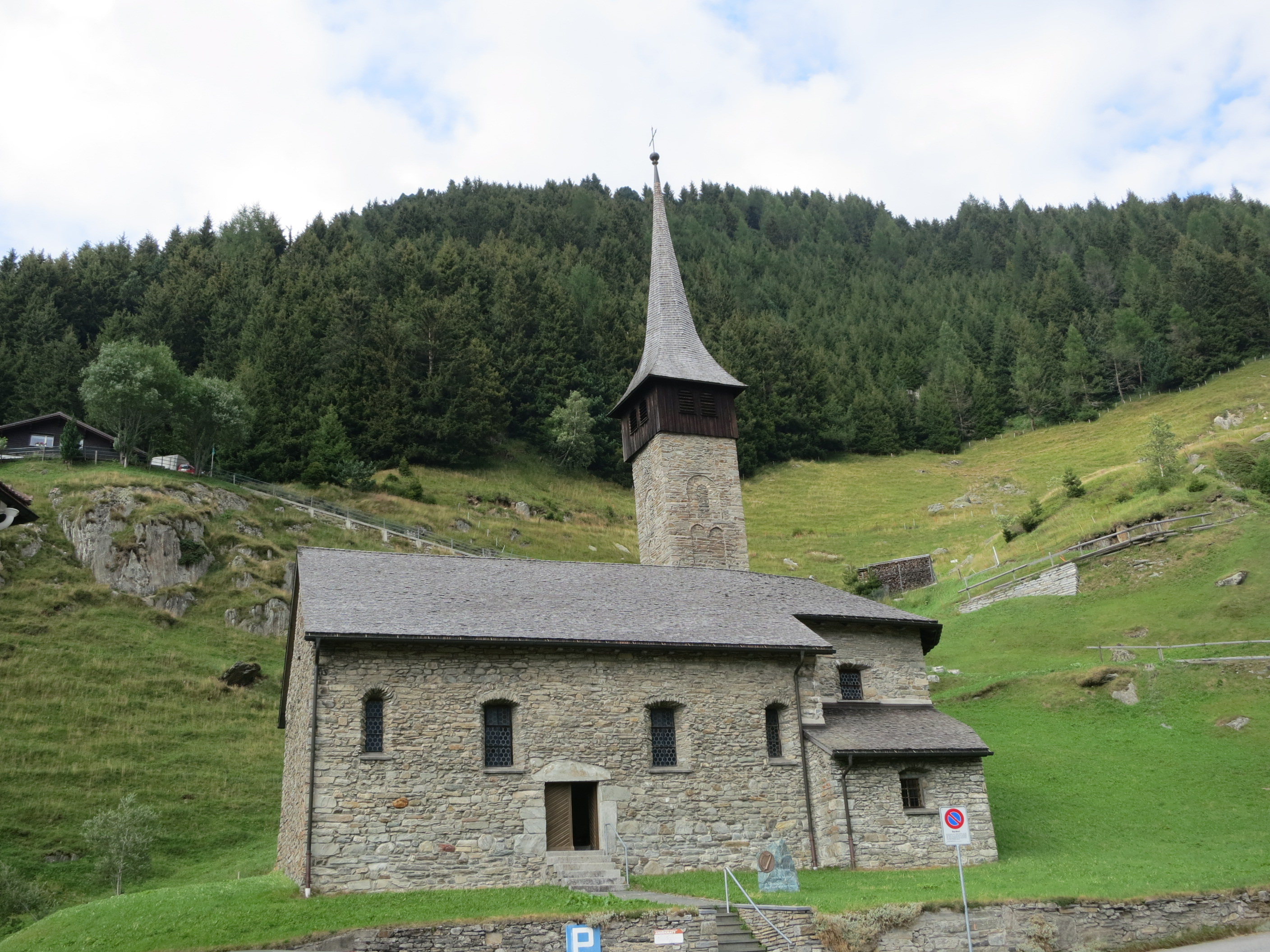
Kostel sv. Kolumbána v Andermattu

První kostel svatého Kolumbána byl postaven kolem roku 1100 a patřil také klášteru Disentis a byl farním kostelem pro celé údolí. Farnost byla součástí diecéze Chur a děkanátu Surselva. Kolem roku 1400 je v nové osadě Andermatt doložena vesnická kaple sv. Petra. Vesnická škola existuje od roku 1481 a pod vedením kapucínů se z ní postupně stala významná vzdělávací instituce v údolí. V letech 1601–1602 postavili obyvatelé Andermattu nový farní kostel svatého Petra a Pavla v užší části obce. V roce 1665 byla farnost právně oddělena od Disentisu a v roce 1688 byla pastorační péče svěřena švýcarským kapucínům. V roce 1882 se od mateřské farnosti oddělila kaplanská obec Realp a v roce 1886 kaplanská obec Hospental. V letech 1818 až 1830 byla zprovozněna cesta přes Gotthardský průsmyk, později také průsmyky Oberalp a Furka. Andermatt ožil jako obchodní, rekreační a lázeňské středisko. Otevření Gotthardského železničního tunelu v roce 1882 však znamenalo pro město ekonomickou ránu, jelikož téměř veškerá tranzitní doprava ze severu na jih se díky tunelu Andermattu vyhnula. Andermatt je od roku 1885 stanovištěm speciálních vojenských jednotek „Horských myslivců“ švýcarské armády. V letech 1920 a 1946 místní obyvatelstvo úspěšně bojovalo proti několika projektům stavby přehrad: celé údolí mělo být přeměněno na jedinou nádrž.
Navzdory ochrannému lesu je Andermatt místem s vysokým rizikem lavin. V lavinové zimě roku 1951 zahynulo v několika velkých lavinách více než deset lidí.

## Obyvatelstvo

### Vývoj populace
V letech 1850 až 1888 se počet obyvatel pohyboval mezi 657 a 746. Poté se díky přivedení železnice až do roku 1941 zdvojnásoboval, s přestávkou v růstu mezi lety 1910 a 1920. Po poklesu ve 40. letech 20. století silně rostl v 50. letech a v roce 1970 dosáhl zatím nejvyššího počtu 1589 obyvatel. Mezi lety 1970 a 2000 ztratil Andermatt zhruba jednu pětinu svých obyvatel. Od té doby se situace stabilizovala. 

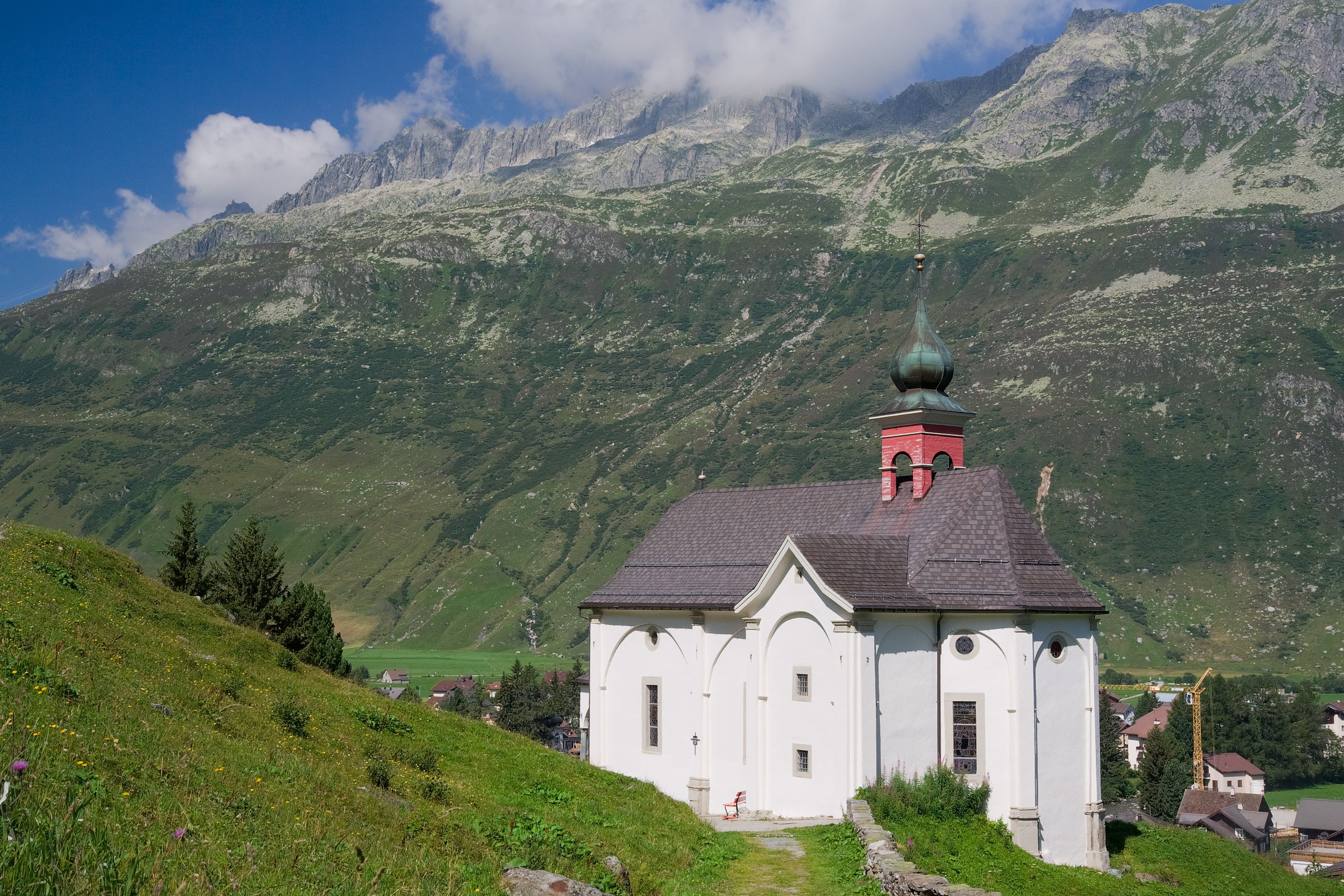
Kaple sv. Marie

| Vývoj počtu obyvatel | Vývoj počtu obyvatel | Vývoj počtu obyvatel | Vývoj počtu obyvatel | Vývoj počtu obyvatel | Vývoj počtu obyvatel | Vývoj počtu obyvatel | Vývoj počtu obyvatel | Vývoj počtu obyvatel | Vývoj počtu obyvatel | Vývoj počtu obyvatel | Vývoj počtu obyvatel | Vývoj počtu obyvatel | Vývoj počtu obyvatel | Vývoj počtu obyvatel | Vývoj počtu obyvatel | Vývoj počtu obyvatel | Vývoj počtu obyvatel |
| -------------------- | -------------------- | -------------------- | -------------------- | -------------------- | -------------------- | -------------------- | -------------------- | -------------------- | -------------------- | -------------------- | -------------------- | -------------------- | -------------------- | -------------------- | -------------------- | -------------------- | -------------------- |
| Rok                  | 1799                 | 1850                 | 1888                 | 1900                 | 1910                 | 1920                 | 1941                 | 1950                 | 1970                 | 1980                 | 1990                 | 2000                 | 2005                 | 2010                 | 2012                 | 2014                 | 2016                 |
| Počet obyvatel       | 605                  | 677                  | 712                  | 818                  | 993                  | 986                  | 1496                 | 1231                 | 1589                 | 1545                 | 1404                 | 1282                 | 1264                 | 1304                 | 1320                 | 1408                 | 1355                 |

### Jazyky
Téměř všichni obyvatelé mluví německy jako každodenním hovorovým jazykem, avšak silně alemanským dialektem. Při posledním sčítání lidu v roce 2000 uvedlo 95,24 % obyvatel jako svůj hlavní jazyk němčinu, 1,01 % portugalštinu a 0,86 % italštinu.

### Národnostní složení
Z 1264 obyvatel na konci roku 2005 bylo 1167 (92,33 %) švýcarských státních příslušníků. Přistěhovalci pocházejí ze střední Evropy (Německo a Rakousko), jižní Evropy (Portugalsko, Itálie a Španělsko) a bývalé Jugoslávie (Srbsko, Černá Hora a Chorvatsko). Při sčítání lidu v roce 2000 mělo 1220 osob (95,16 %) švýcarské občanství, z toho 59 osob mělo dvojí občanství.

## Doprava

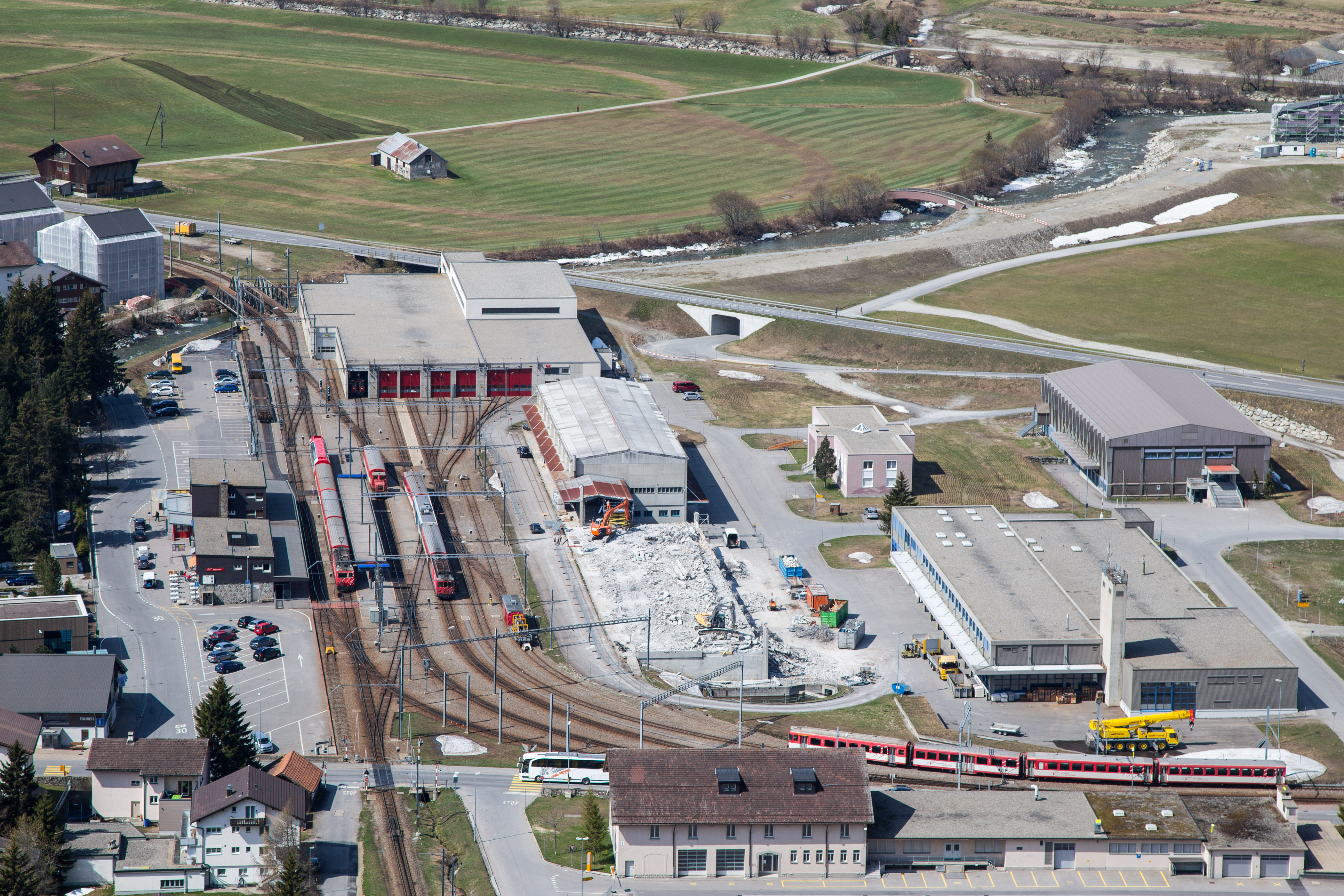
Železniční stanice Andermatt s rozsáhlým dílenským zázemím

Andermatt je významnou železniční křižovatkou oblasti – leží na trati společnosti Matterhorn Gotthard Bahn (MGB) (původně Furka-Oberalp-Bahn), která vede na východ přes Oberalppass do Disentisu a na západ tunelem pod Furkapass do Brigu. Zajímavým místem je společné stoupání silnice a ozubnicové železnice do sedla Oberalppass s vyhlídkou na horské velikány i údolí. V Andermattu se z této trati odděluje tzv. Schöllenenská dráha, vedoucí do stanice Göschenen na Gotthardské dráze. Andermatt je také jednou ze zastávek proslulého horského vlaku Glacier Express.
Silniční spojení do obce zajišťuje kantonální hlavní silnice č. 2 a 19, které se zde kříží. Dálnice A2, vedoucí z Curychu přes Uri směrem do kantonu Ticino, obchází Andermatt Gotthardským silničním tunelem (nejbližší exit 40 Göschenen).

## Pamětihodnosti
V obci se nachází farní kostel Sv. Petra a Pavla, historické domy s hrázděným zdivem, které jsou typické pro kanton Wallis (a dostaly se až do kantonu Uri).

## Zajímavosti

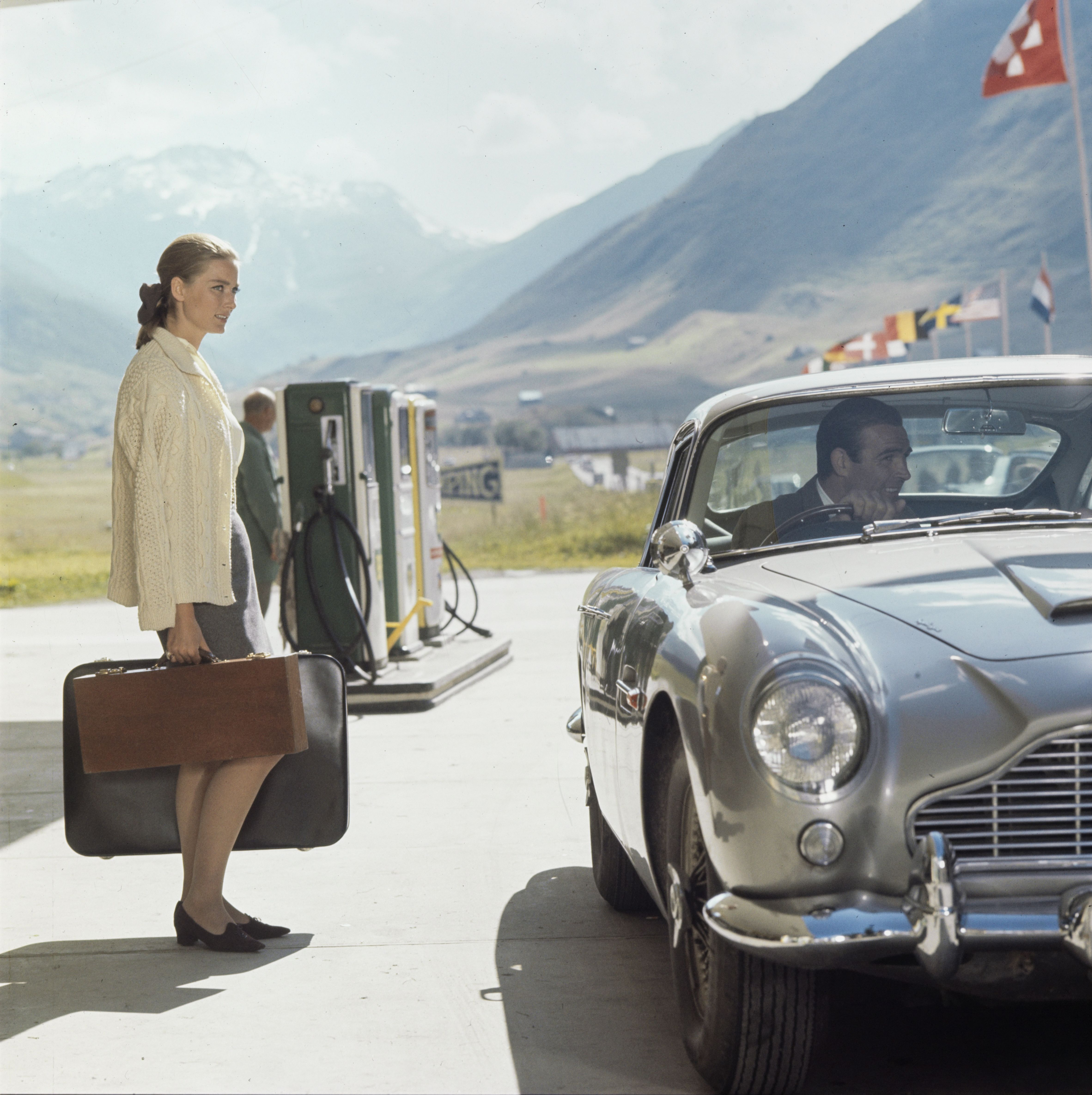
Záběr z filmu Goldfinger, pořízený na čerpací stanici v Andermattu

V okolí Andermattu a na silnici směrem na Oberalppass se natáčely některé scény z filmu Goldfinger ze série filmů o Jamesi Bondovi.
V roce 2022 byl Andermatt (spolu s obcí Murten v kantonu Fribourg) zařazen na seznam „nejlepších turistických vesnic“ Světové organizace cestovního ruchu OSN.

## Osobnosti
- Bernhard Russi (* 1948), švýcarský alpský lyžař a návrhář sjezdových tratí